# Getty Center
Getty Center er et bygningskompleks i Brentwood, en bydel i det vestlige Los Angeles. I komplekset ligger blandt andet J. Paul Getty Museum, Getty Research Institutes videnskabelige afdelinger og Getty Conservation Institute. Centeret, der ligger på en bakke med udsigt over Los Angeles, blev åbnet for publikum den 16. december 1997 Getty Center havde 1,1 million årlige besøgende i 2009.
J. Paul Getty Museums blev etableret på grundlag af oliemagnaten Jean Paul Gettys private samling. I 1953 oprettede han et museum for at huse samlingen i bydelen Pacific Palisades. 
Samlingen med objekter fra antikken blev i 2006 flyttet tilbage til Getty-villaen i Malibu. Villaen blev bygget i 1974 og er inspireret af Villa dei Papiri i Herculaneum og er også en del af J. Paul Getty Museum. Både Gettys villa og Getty Center bestyres af Getty Trust.
Gettys samlinger omfatter bl.a. En lang række kunstgenstande indenfor skulptur, maleri, fotografi og kunsthåndværk. Blandt de forskellige kunstværker er bl.a. Vincent van Goghs Iriser og Christen Købkes Forum i Pompeji med Vesuv i baggrunden.
Getty Center er tegnet af den amerikanske prisbelønnede arkitekt Richard Meier, der i 1984 blev udpeget som arkitekt på opførelsen af Getty Center. Opførelsen blev påbegyndt i 1984, og museet færdiggjort i 1997.

## Galleri
- Getty Center i Los Angeles
- Haveanlægget i Getty Center
- Iriser af van Gogh hænger på Getty Center
- Forum i Pompeji med Vesuv i baggrunden af Christen Købke hænger på Getty Center

## Eksterne links
- Wikimedia Commons har flere filer relateret til Getty Center
- J. Paul Getty Museum
- Getty Centers arkitektur

34°04′39″N 118°28′30″V / 34.07750°N 118.47500°V